# Batalla de Salta
La batalla de Salta un enfrontament armat lliurat el 20 de febrer del 1813 a Campo Castañares, avui a la zona nord de Salta (ciutat argentina). Fou una més de les importants batalles lliurades per assolir la Independència de l'Argentina.
Després de derrotades a Tucumán, el 24 de setembre de 1812, les tropes espanyoles de la divisió d'avantguarda, comandades per Tristán, s'establiren Salta, reforçades per un petit contingent enviat per Goyeneche. Una completa i injustificable inacció va permetre que el general contrari, Belgrano, s'apropes a la ciutat sense que els reialistes tractessin d'oposar-s'hi a la seva marxa, fins que, estant ja al 20 de febrer de 1813 a curta distància de Salta, Tristán sortí al seu encontre i prengué posicions, establint les seves tropes en dues línies, formant la primera tres batallons amb un flanc recolzat en el turó de San Bernardo i cobert l'altre amb els 500 cavalls de què disposava; l'artilleria la formà davant d'aquesta línia i la segona restà constituïda amb altres dos batallons, deixant tan sols una curta reserva custodiant el parc. Les forces independentistes formà entres columnes paral·leles, que després es desplegaren en batalla, cobrint els flancs amb la cavalleria.
Els genets espanyols iniciaren la lluita, posant en fuga els cavalls enemics: però una vegada refets aquests, mercès a la protecció d'un cos d'homes de color que amb un foc cer-ter deturà l'ímpetu dels genets espanyols, llavors va poder carregar, posant-los en fuga, quedant d'aquesta manera sense suport el flanc de la primera línia espanyola, que fou arrabassada en part; i encara que la segona línia ocupà el lloc dels foragitats, aviat es desordenà, davant el temor de veure's atacada per l'esquena, i acabà la lluita retirant-se les tropes espanyoles sense ordre ni concert a la ciutat, on hagueren de capitular.